# Ngô Cảnh Hựu
Ngô Cảnh Hựu (chữ Hán: 吳景祐) (1520-1596) là đại thần có công giúp nhà Lê trung hưng thời chiến tranh Lê-Mạc trong lịch sử Việt Nam.

## Sự nghiệp
Ngô Cảnh Hựu người làng Trảo Nha, huyện Thạch Hà, tỉnh Hà Tĩnh. Cha ông là Vĩnh Lộc hầu từng trấn thủ Nghệ An.
Ngô Cảnh Hựu lớn lên khi nhà Lê bắt đầu suy yếu. Năm 1527, Mạc Đăng Dung cướp ngôi nhà Lê lập ra nhà Mạc. Ngô Cảnh Hựu không theo, tập hợp dân chúng ở huyện nhà chống lại, lập dinh trại, chứa lương thực khí giới quanh chân núi. Ông trấn giữ vùng núi phía nam Thạch Hà, có 2000 quân và hơn 20 con ngựa.
Nghe tin Nguyễn Kim lập Lê Trang Tông làm vua, khôi phục nhà Lê, Ngô Cảnh Hựu mang quân bản bộ đến ra mắt. Trịnh Kiểm (tướng dưới quyền và là con rể Nguyễn Kim) khen ngợi ông và dùng làm tướng.
Thời Lê Trung Tông, ông nhiều lần lập công, được phong làm Chinh tây đại tướng, tước Thế quận công.
Năm 1581 thời Lê Thế Tông, quân Mạc do Nguyễn Quyện chỉ huy vào đánh, đóng quân ở núi Đường Nang. Ông cùng Hà Thọ Lộc mang quân kháng cự, đánh lui quân Mạc. Do có công đẩy lùi quân Mạc, ông được phong làm Hữu đô đốc.
Mỗi lần Trịnh Tùng (con Trịnh Kiểm) mang quân ra mặt trận thường giao cho ông giữ chặn mặt sau, lo việc vận lương, đốc quân. Ông làm tốt việc hậu cần và đốc thúc các quân, chưa từng làm lỡ việc nên các tướng phía trước rất hăng hái ra trận.
Năm 1591, Trịnh Tùng lại ra quân bắc tiến, ông cùng Hà Thọ Lộc quản đốc 1 vạn quân chở lương tham gia đội thứ 5, gặp quân Mạc ở Phấn Thượng, đánh tan quân Mạc.
Sang năm sau, nhà Mạc bị diệt. Khi bàn công lao các tướng, ông được phong làm Thiếu bảo. Ít lâu sau ông qua đời.
Không rõ Ngô Cảnh Hựu bao nhiêu tuổi. Ông hoạt động suốt hơn 65 năm từ khi nhà Mạc thành lập tới khi nhà Mạc mất.

## Dòng họ
Ngô Cảnh Hựu có nhiều con cháu làm võ tướng giúp nhà Lê trung hưng. Con ông là Ngô Phúc Tĩnh làm tới chức Tả đô đốc, Tứ quận công.
Cháu ông là Ngô Phúc Mại thời Lê Thần Tông được làm Thiếu phó trấn thủ Nghệ An, sau đó được thăng làm thiếu bảo.
Chắt ông là Ngô Phúc Thiêm làm đến Tham đốc, tước Nhuận quận công. Cháu 5 đời là Ngô Phúc Đương thời Lê Hy Tông làm tướng ở Bố Chính, chức Hữu đô đốc, được khen là danh tướng đương thời.
Cháu 10 đời của ông là Ngô Phúc Hoành đỗ tạo sĩ thời Lê Hiển Tông, nhiều lần lập công, sau đó đi trấn thủ Sơn Tây, Hải Dương, được thăng làm đại tư đồ, tước Hoành quận công.